# Pycnophallium hilina
Pycnophallium hilina är en fjärilsart som beskrevs av Hans Fruhstorfer 1918. Pycnophallium hilina ingår i släktet Pycnophallium och familjen juvelvingar. Inga underarter finns listade.